# Gancio (segno diacritico)
Il gancio (vietnamita: dấu hỏi) è un segno diacritico posto sopra le vocali nell'alfabeto vietnamita. Il disegno ricorda un piccolo punto interrogativo senza il punto stesso. Per esempio la a maiuscola con un gancio è "Ả" e la u minuscola con il gancio è "ủ". Si usa come segno di tono. Le vocali con questo simbolo sono pronunciate con un tono “cadente”. Il gancio viene scritto usualmente alla destra di un accento circonflesso nell'ortografia standard vietnamita. Se i caratteri vietnamiti non sono disponibili viene anche sostituito con un punto interrogativo dopo la vocale (codifica VIQR).